# Surirellales
Ordre
Les Surirellales sont un ordre d'algues de l'embranchement des Bacillariophyta  et de la classe des Bacillariophyceae.

## Liste des familles
Selon AlgaeBase (12 juin 2022) :
- Auriculaceae Hendey, 1964
- Entomoneidaceae Reimer, 1975
- Surirellaceae Kützing, 1844
- Surirellales incertae sedis

## Systématique
L'ordre des Surirellales a été créée en 1990 par le phycologue britannique David George Mann (d) (1953-).

## Publication originale
- (en) Round, F.E., Crawford, R.M. & Mann, D.G. (1990). The diatoms biology and morphology of the genera.  pp. [i-ix], 1-747. Cambridge, Cambridge University Press.